# Halowe Mistrzostwa Świata w Lekkoatletyce 2022 – skok w dal mężczyzn
Skok w dal mężczyzn – jedna z konkurencji technicznych rozgrywanych podczas halowych lekkoatletycznych mistrzostw świata w Štark Arena w Belgradzie.
Tytułu mistrzowskiego z 2018 nie bronił Kubańczyk Juan Miguel Echevarría.

## Terminarz
| Data     | Godzina |       |
| -------- | ------- | ----- |
| 18 marca | 20:05   | Finał |

## Rekordy
W poniższej tabeli przedstawiono (według stanu przed rozpoczęciem mistrzostw) halowe rekordy świata, poszczególnych kontynentów, halowych mistrzostw świata oraz najlepszy wynik na listach światowych w 2022.
|                                   | Zawodnik         | Wynik | Miejsce    | Data                  |
| --------------------------------- | ---------------- | ----- | ---------- | --------------------- |
| Halowy rekord świata              | Carl Lewis       | 8,79  | Nowy Jork  | 27 stycznia 1984(dts) |
| Rekord halowych mistrzostw świata | Iván Pedroso     | 8,62  | Maebashi   | 7 marca 1999(dts)     |
| Halowy rekord Afryki              | Luvo Manyonga    | 8,44  | Birmingham | 2 marca 2018(dts)     |
| Halowy rekord Ameryki Południowej | Irving Saladino  | 8,42  | Ateny      | 13 lutego 2008(dts)   |
| Halowy rekord Ameryki Północnej   | Iván Pedroso     | 8,62  | Maebashi   | 7 marca 1999(dts)     |
| Halowy rekord Australii i Oceanii | Fabrice Lapierre | 8,25  | Portland   | 20 marca 2016(dts)    |
| Halowy rekord Azji                | Su Xiongfeng     | 8,27  | Nankin     | 11 marca 2010(dts)    |
| Halowy rekord Europy              | Sebastian Bayer  | 8,71  | Turyn      | 8 marca 2009(dts)     |
| Listy światowe                    | Simon Ehammer    | 8,26  | Aubière    | 29 stycznia 2022(dts) |

## Wyniki
| WR – rekord świata \| CR – rekord mistrzostw świata \| NR – rekord kraju \| AR – rekord kontynentu \| WL – najlepszy wynik na listach światowych w sezonie 2022 \| SB – najlepszy wynik w sezonie \| PB – rekord życiowy |

### Finał
Źródło: World Athletics.
| Pozycja | Zawodnik           | Reprezentacja     | #1   | #2   | #3   | #4   | #5   | #6   | Wynik | Uwagi   |
| ------- | ------------------ | ----------------- | ---- | ---- | ---- | ---- | ---- | ---- | ----- | ------- |
| 01 !    | Miltiadis Tendoglu | Grecja            | x    | 8,55 | x    | 8,26 | –    | 8,51 | 8,55  | WL · NR |
| 02 !    | Thobias Montler    | Szwecja           | x    | 8,13 | x    | x    | x    | 8,38 | 8,38  | NR      |
| 03 !    | Marquis Dendy      | Stany Zjednoczone | x    | 7,69 | 8,27 | –    | x    | x    | 8,27  | SB      |
| 4       | Jarrion Lawson     | Stany Zjednoczone | x    | 7,99 | 8,19 | 7,84 | x    | x    | 8,19  | =       |
| 5       | Cheswill Johnson   | Południowa Afryka | 8,02 | x    | x    | 6,90 | 8,14 | 8,02 | 8,14  | SB      |
| 6       | Emiliano Lasa      | Urugwaj           | 7,99 | x    | 7,88 | 7,79 | x    | 7,75 | 7,99  |         |
| 7       | Murali Sreeshankar | Indie             | 7,58 | 7,90 | 7,92 | 7,21 | 7,83 | 7,84 | 7,92  | NR      |
| 8       | Lazar Anić         | Serbia            | 7,47 | 7,81 | 7,90 | x    | 7,79 | 7,92 | 7,92  | SB      |
| 9       | Samory Fraga       | Brazylia          | 7,48 | 7,87 | 7,86 |      |      |      | 7,87  | SB      |
| 10.     | José Luis Mandros  | Peru              | x    | 7,81 | 7,47 |      |      |      | 7,81  |         |
| 11.     | Kristian Pulli     | Finlandia         | x    | x    | 7,76 |      |      |      | 7,76  | SB      |
| 12.     | Filippo Randazzo   | Włochy            | 7,74 | 5,74 | x    |      |      |      | 7,74  |         |
| 13 !    | Maykel Massó       | Kuba              | x    | x    | x    |      |      |      | NM    |         |
| 13 !    | Yūki Hashioka      | Japonia           | x    | x    | x    |      |      |      | NM    |         |